# Cladorhizidae
Famille
Les Cladorhizidae forment une famille d'éponge marine dont les éponges carnivores,. Cette famille regroupe près de 90 espèces connues, presque toutes localisées dans les grandes profondeurs.

## Histoire de la découverte des éponges carnivore

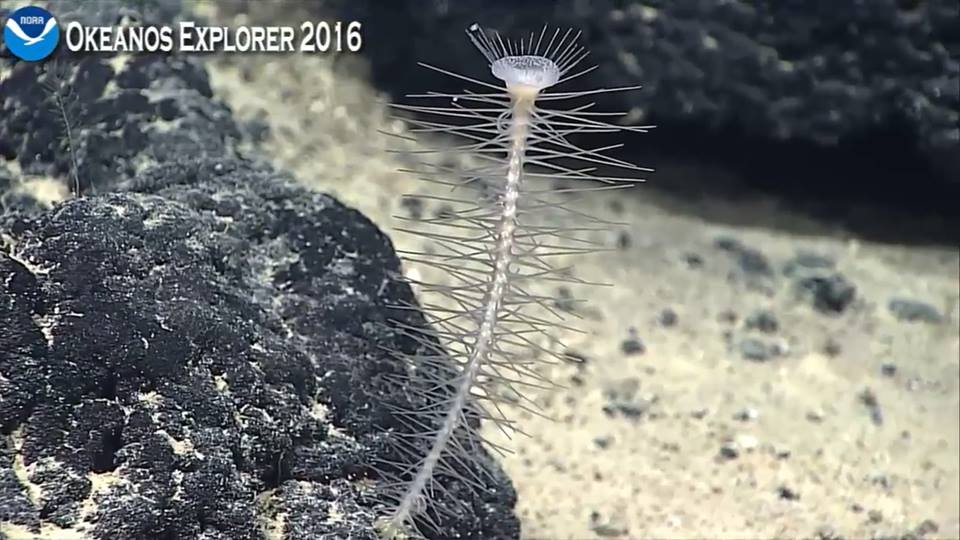
Éponge cladorhizide observée en grande profondeur.

Le zoologiste norvégien Michael Sars découvre en 1872, à 550 m de fond au large des îles Lofoten, une éponge à la morphologie inhabituelle qu'il nomme Cladorhiza abyssicola. Le spécimen recueilli n'a pas de pore, de canaux ou d'oscule visibles mais présente des spicules de silice, caractéristique présente uniquement chez les éponges. Il pense donc que le spécimen a été endommagé durant sa remontée. Il note la présence de spicules en forme de crochets et des particules collées à la surface de l'éponge. Il émet l'hypothèse que cette méduse pourrait éventuellement avoir un mode de nutrition particulier.
De nombreuses éponges similaires sont découvertes par la suite. En 1995, les biologistes français Nicole Boury-Esnault et Jean Vacelet découvrent une éponge de ce type à seulement 20 m de profondeur en Méditerranée. Ils tentent plusieurs expériences in situ sans succès puis finissent par lui donner des larves du crustacé Artemia. L'éponge les piège, les englobe puis les digère. Cette éponge est donc carnivore

## Liste des genres
Selon World Register of Marine Species (5 février 2016) :
- genre Abyssocladia Lévi, 1964
- genre Asbestopluma Topsent, 1901
- genre Cercicladia Rios, Kelly & Vacelet, 2011
- genre Chondrocladia Thomson, 1873
- genre Cladorhiza Sars, 1872
- genre Euchelipluma Topsent, 1909
- genre Koltunicladia Hestetun, Vacelet, Boury-Esnault, Borchiellini, Kelly, Rios, Cristobo & Rapp, 2016
- genre Lollipocladia Vacelet, 2008
- genre Lycopodina Lundbeck, 1905

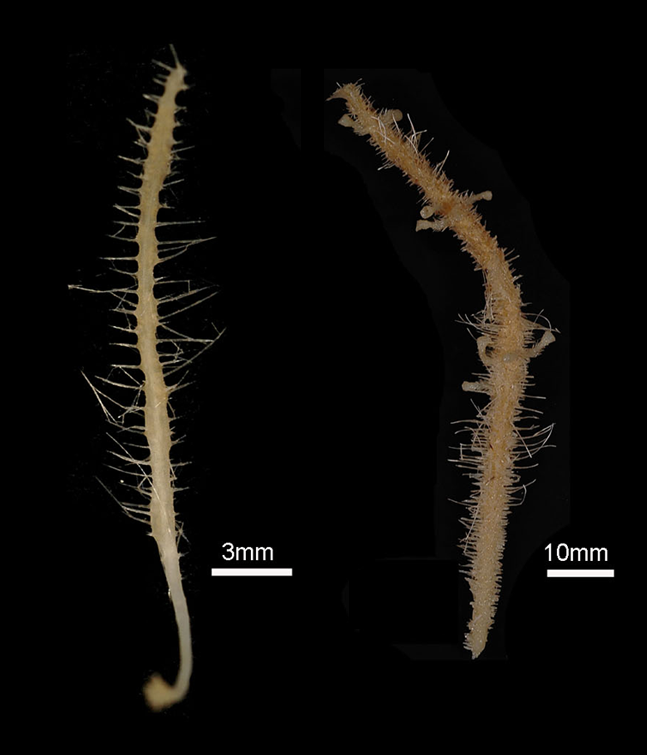
Abyssocladia sp.
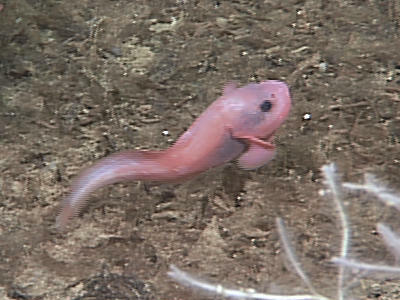
Poisson avec des Asbestopluma sp.
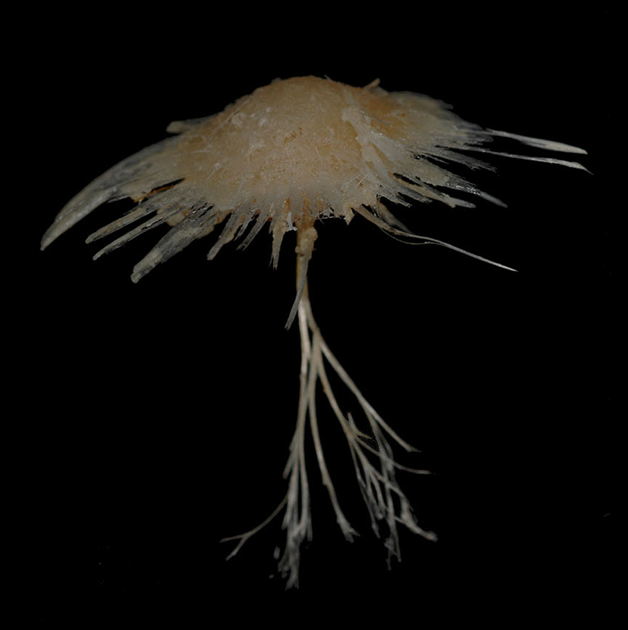
Cladorhiza sp.

### Source
- (fr) « Éponges : classification, anatomie et fonctionnement - 29/09/2015 », sur Futura science
- (fr) « La découverte des éponges carnivores - 29/09/2015 », sur Futura science